# 마스게촌
마스게촌(真菅村)은 나라현에 있던 촌이다. 현재의 가시하라시 서부에 해당한다. 

## 역사
- 1889년 4월 1일 - 정촌제 시행에 의해 다카이치군 마스게촌이 성립하였다.
- 1956년 2월 11일 - 다카이치군 야기정, 우네비정, 이마이정, 가모키미촌, 시키군 미미나시촌과 합병해 가시하라시가 설치되어 소멸하였다.

## 교통

### 철도
- 긴키 닛폰 철도
  - 오사카선
  - 가시하라선